# David Åhman
Klas David Åhman, född 20 december 2001 i Umeå, är en svensk beachvolleybollspelare. Tillsammans med Jonatan Hellvig har han vunnit flera internationella titlar, som OS 2024, två senior-EM samt flera ungdomsmästerskap på europeisk och global nivå.

## Bakgrund
Åhman växte upp i Umeå som son till två idrottslärare. När hans äldre syster började spela volleyboll började även David ägna sig åt sporten vid 10 års ålder. Efter att flera pojkar slutat spela fanns det till slut inget pojklag i Umeå kvar för honom att spela i. Han fick då börja träna med ett damlag, men fick inte spela matcher med dem. Han bytte då sport till beachvolleyboll, eftersom man bara är två i varje lag.
När Åhman var runt 13 år gammal träffade han Rasmus Jonsson, som då tränade pojklandslaget i beachvolleyboll. Han fick upp ögonen för Åhman och parade 2018 ihop honom med Jonatan Hellvig, som då gick på volleybollgymnasiet i Falköping.

## Ungdomskarriär
Åhman deltog i Norsjö VK:s lag som vann U18-SM inomhus 2017. I beachvolley spelade han ofta tillsammans med lagkamraterna vid ungdomsmästerskapen vid beachvolley-SM. Han kom på andraplats i sin grupp vid U17-SM 2015 och tvåa totalt vid U16-SM 2016. Under 2017 vann han både U18 och U20-SM, i bägge fallen tillsammans med Joel Andersson Tillsammans representerade de Sverige och deltog i augusti 2017 i kvalet till ungdoms-OS där de kvalificerade sig vidare från den första tävlingen. Vid U18-EM senare samma månad blev laget utslaget i sextondelsfinalen. Vid U20-EM 2017 spelade Åhman tillsammans med August Borna och de nådde en åttondelsfinal.
Åhman parades ihop med Jonatan Hellvig av Rasmus Jonsson inför ungdoms-OS 2018. Deras första turnering tillsammans var Aydin Open, en enstjärnesturnering som var del av FIVB Beach Volleyball World Tour 2018. De vann sedan Youth Continental Cup, den turnering som användes för kval till ungdoms-OS, och kvalificerade sig därigenom som första svenska beachvolleylag till ungdoms-OS. Väl i ungdoms-OS tog de guld. Tillsammans med Hellvig fortsatte Åhman att vinna turneringar. De vann U21-VM 2021 och har blivit europamästare i klasserna U18, U20 och U22. De har också vunnit svenska mästerskapen 2020, 2021 och 2022.

## Seniorkarriär

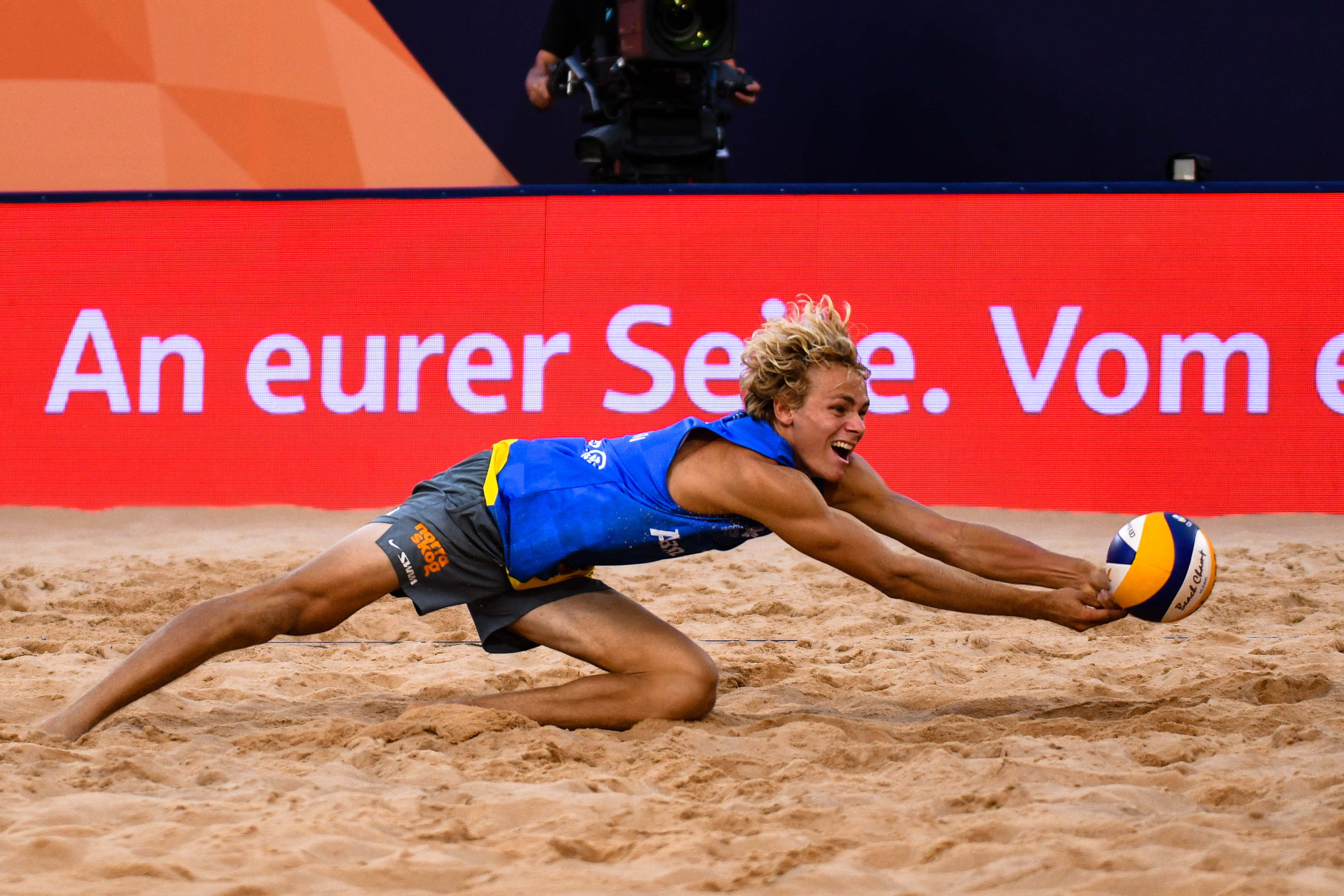
David Åhman under en match i EM 2022.

Åhman och Hellvig vann de 22 maj 2022 för första gången (och som första svenska lag) en tävling på Volleyball World Beach Pro Tour (den serien var då nystartad, men inget svenskt lag hade heller vunnit en tävling som ingick i dess föregångare FIVB Beach Volleyball World Tour). Tävlingen var på Challenge nivån (den näst högsta av tre nivåer på touren). De vann sitt första seniormästerskap 21 augusti 2022 då de vann EM 2022. På vägen till segern slog de norska favoriterna Anders Mol och Christian Sørum i semifinalen innan de slog Ondřej Perušič och David Schweiner i finalen De försvarade titeln 2023 genom att besegra Leon Luini och Yorick de Groot i finalen. I VM 2023 nådde de final, där de förlorade mot Perušič och Schweiner. De fortsatta spelet på touren 2023 och 2024 var så pass framgångsrikt att paret i april 2024 för första gången toppade världsrankingen. De vann OS 2024 genom att besegra Nils Ehlers och Clemens Wickler i finalen. 
Paret tränas av Rasmus Jonsson och Anders Kristiansson. De har en spelstil som går ut på att spelaren som får andrabollen ska få den såpass högt att den utöver att kunna passa sin medspelare även har möjlighet att anfalla direkt. Detta spelsätt har kommit att revolutionera  beachvolleybollen och har i volleybollvärlden kommit att kallas för ”swedish jumpset”. Paret är ett av de kortare på världstouren: Åhman är 190 centimeter lång och Hellvig är 194 centimeter.

## Familj
David Åhmans mor Sofia Åhman leder träningsprogram i SVT. Hans syster, Fanny Åhman, spelar även hon (beach)volleyboll på elitnivå.